# PGC 55
LEDA/PGC 55, auch UGC 12898, ist eine Spiralgalaxie vom Hubble-Typ Sc im Sternbild Pegasus nördlich der Ekliptik. Sie ist schätzungsweise 222 Millionen Lichtjahre von der Milchstraße entfernt und hat einen Durchmesser von etwa 75.000 Lichtjahren. Vom Sonnensystem aus entfernt sich das Objekt mit einer errechneten Radialgeschwindigkeit von näherungsweise 4.800 Kilometern pro Sekunde.
Im selben Himmelsareal befinden sich unter anderem die Galaxien PGC 74, PGC 119, PGC 167, PGC 180.